# ジョニー・マー

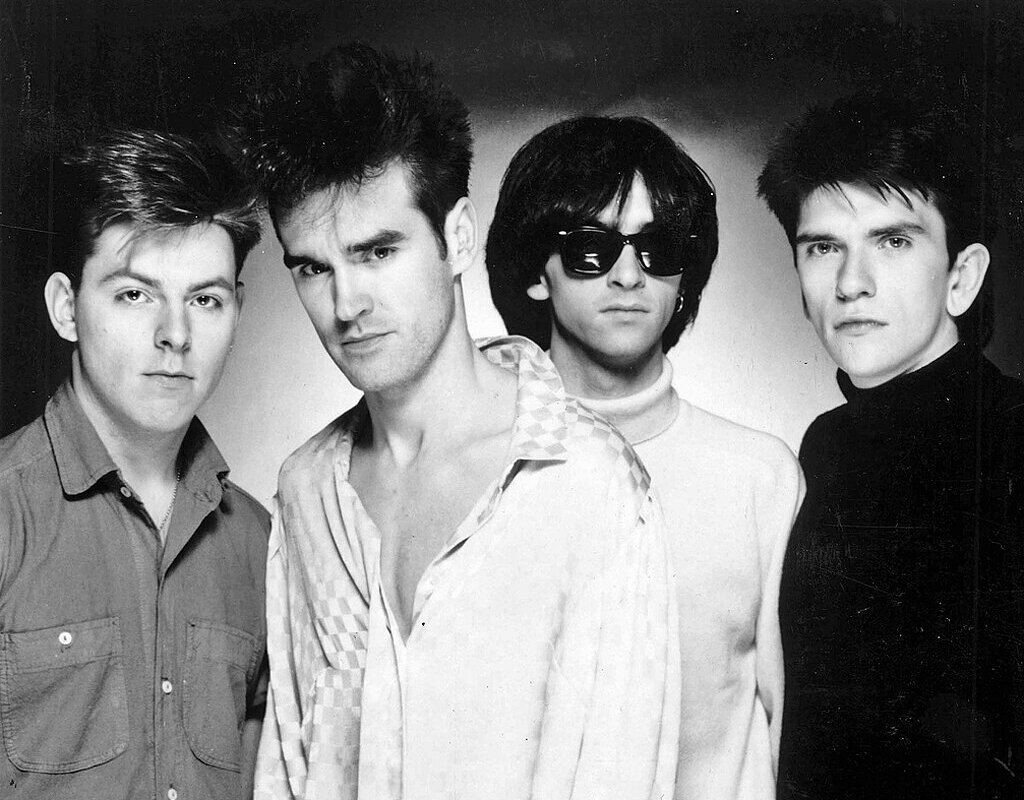
ザ・スミスの当時

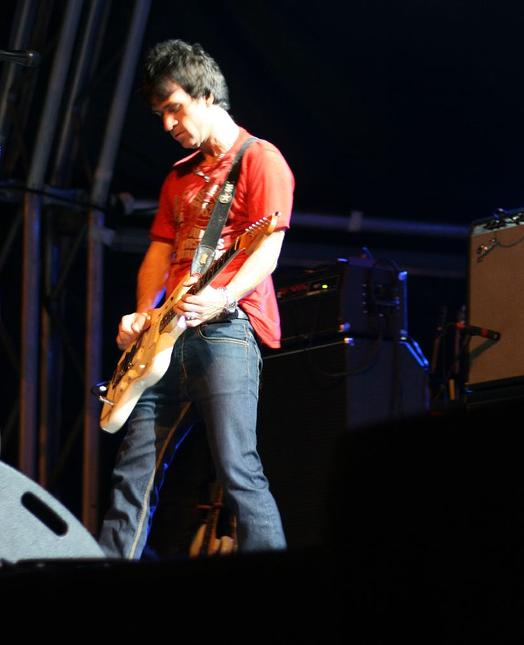
ジョニー・マー

ジョニー・マー（Johnny Marr、1963年10月31日 - ）は、イギリスのギタリスト。マンチェスター生まれ。
1980年代にはザ・スミスの中心メンバーとして活躍し、オアシスのノエル・ギャラガーや元スウェードのバーナード・バトラーなどといった多くのギタリストにも影響を与えた。
2011年、「ローリング・ストーンの選ぶ歴史上最も偉大な100人のギタリスト」において第51位。

## 略歴
アイルランド系移民の子として生まれる。両親はアイルランドのキルデア県出身である。
マーク・ボランやロリー・ギャラガー、パティ・スミスらの影響を受けながらミュージシャンとしてのキャリアを積み、1982年にザ・スミスを結成。
ザ・スミスは英国内で絶大な人気を獲得したが、人気絶頂の最中であった1987年にバンドを脱退。結果としてザ・スミスは解散してしまう。
その後も活動を続け、1987年末にプリテンダーズに在籍してツアーに参加し、1989年から1993年までザ・ザのメンバーとなり1989年の『マインド・ボム』、1993年の『ダスク』と2枚のアルバムに参加している。
1989年にはニュー・オーダーのバーナード・サムナーとスーパーグループエレクトロニックを結成する。ペット・ショップ・ボーイズのニール・テナントらを迎えてシングルを出すほか1990年代に3枚のアルバムを発表した。
その他セッション・ミュージシャンとして、楽曲提供者として、プリテンダーズ、ペット・ショップ・ボーイズ、ブライアン・フェリー、ビリー・ブラッグ、ブラック・グレープ、ベック、オアシスらと活動している。
またその後2000年には、リンゴ・スターの息子ザック・スターキーや解散中であったクーラ・シェイカーのベーシストなどとジョニー・マー&ザ・ヒーラーズも結成し、プロデュース業も数多くこなしている。
2006年、米国のロックバンド、モデスト・マウスのレコーディングに参加しアイザック・ブロックとも曲の共作を行ったことをきっかけに、正式メンバーとして加入しライブにも参加することが発表された。それと同時にオレゴン州ポートランドに移住したが、2013年に1stソロアルバムの制作に伴い、郷里のマンチェスターに戻っている。
2008年、英国のジャーマン三兄弟によるロックバンド、クリブスに正式に加入した。マーがこのバンドのファンであり、互いに曲のアイデアを交換しているうちに、結局バンドに加わるようになった。2009年のアルバム『Ignore The Ignorant』にも参加した。
2010年公開のクリストファー・ノーラン監督の映画『インセプション』において、ハンス・ジマー作曲のサウンドトラックでギタリストとして参加。
2013年、1stソロアルバム『ザ・メッセンジャー』発売。
2014年、2ndソロアルバム『プレイランド』発売。
2018年、3rdソロアルバム『コール・ザ・コメット』発売。

## プレイスタイル
ソングライター志向の彼は「ギタリストはあくまで伴奏者である」というポリシーを持つ。テクニックをひけらかすのではなく、曲に相応しいフレーズさえ弾けば良く、無駄な音は一音たりとも弾くべきではない、とのこと。流麗なバッキングリフはメロディラインとは別な旋律を奏でており、彼の「ギター1本でフィル・スペクターを演奏する」という意気込みを文字通り体現するかのようなギタープレイである。また、「ハウ・スーン・イズ・ナウ」のようなエフェクティヴなプレイに於いても才能を見せつけ、非常に引き出しの多いプレイヤーでもある。一言で言えば、様々なアイデアをギターによって表現することに長けたミュージシャンである。

## 発言集
- 作曲について
「曲を書く事はそんなに難しい事じゃない。それが仕事だからね」
- ギタリストとしての成功について
「レス・ポールが言ってたんだけど、ラジオで流れてる自分のギタープレイを母親が聴いて、それが息子のものだって分かるようになれば、ギタリストとしては一人前だ、ってさ。僕もそれでいいんだと思うね」
- パンク・ロックについて
「今振り返ってみればいくつかいい曲もあるけど、ほとんどがクソだね。ザ・ジャムなんかクソだった。ちょうど僕が自分のプレイについてまじめに考え始めた時期だけど、連中ときたら、いかにヘタクソに曲を演奏するかを競い合ってるような感じだった。ほとんど得るものはなかったね」
- バート・ヤンシュのプレイに言及して

「真に革新的な人なら誰でも、取り入れたものに対して自分なりの“捻り”を加えるだろうし、そうしてこそ、それらのものは新しく生まれ変わるのさ」

## ディスコグラフィ
- ザ・メッセンジャー - The Messenger  (2013年)
- プレイランド - Playland  (2014年)
- コール・ザ・コメット - Call The Comet  (2018年)